# 아열대안테키누스
아열대안테키누스(Antechinus subtropicus)는 주머니고양이과에 속하는 작은 육식성 유대류의 일종이다. 이전에는 갈색안테키누스(Antechinus stuartii)와 같은 종으로 간주했다. 아열대안테키누스는 남쪽의 오스트레일리아 퀸즐랜드주 짐피(Gympie) 지역부터 뉴사우스웨일스주 북동부 지역까지 분포하며, 특히 해발 1000m 이하의 아열대 덩굴나무 숲에 제한적으로 서식한다. 근연종들과 구별이 힘들지만, 두드러진 특징은 길고 좁은 주둥이를 갖고 있으며 일반적으로 중간 정도의 갈색을 띤다. 갈색안테키누스 복합종들 중에서 가장 크다. 곤충을 주로 먹고, 주머니고양이과의 많은 다른 종들처럼 짝짓기 이후 수컷 모두가 스트레스와 관련된 질병으로 죽는다.